# Enicospilus heliothidis
Enicospilus heliothidis là một loài tò vò trong họ Ichneumonidae.